# محسن داور
محسن جاويد داور (بالأردوية: محسن داوڑ)‏، (بالبشتوية: محسن داوړ)‏ سياسي باكستاني وعضو في المجلس الوطني الباكستاني منذ أغسطس 2018، وأحد زعماء حركة بشتون تحفظ.

## حياته السياسية
يرتبط داور بحركة بشتون تحفظ. انتُخب للمجلس الوطني الباكستاني كمرشح مستقل في الانتخابات العامة لعام 2018. وحصل على 16,526 صوتًا وهزم مفتي مصباح الدين من مجالس العمل المتحدة.